# Natalija Lavrinenko
Natalija Lavrinenko (belorusko Наталля Пятроўна Лаўрыненка), beloruska veslačica, * 30. marec 1977, Krychaw.